# آلیل کلرید
آلیل کلرید (به انگلیسی: Allyl chloride) یک ترکیب شیمیایی است.